# Cerro Mango Llano
El Cerro Mango Llano es una formación de montaña ubicada en el extremo norte del estado Guárico, Venezuela. A una altitud promedio entre 1050 m s. n. m. y 1186 m s. n. m., el Cerro Mango Llano es una de las montañas más altas en Guárico.

## Ubicación
El Cerro Mango Llano está ubicado en el corazón de una fila montañosa al suroeste de San Juan de los Morros y sureste del embalse de Camatagua. Por el norte pasa la «via el Castrero Callecita» al pasar alrededor del Cerro La Gavilana y el poblado de Castrero. Por el oeste pasa la carretera Picachito a nivel de los establecimientos «Cachapón de Maria» y el «Café de los Tres», especializados en el plato típico llanero, las Cachapas. Más al oeste por la carretera están el Topo Cujicito, la Fila La Glorieta y el majestuoso Topo La Cruz. Hacia el sur se continúa con el Topo Paraparo. 

## Geología
El Cerro Mango Llano está en el corazón de una extensa formación geológica conformada por icnofósiles que evidencian que sus estratos contienen rocas del Paleoceno. Lo rodean colinas bajas y redondeadas por todas sus coordenadas, con aristas de rumbo («strike ridges») en virtud de su composición de calizas y areniscas resistentes. Predominan depósitos flysch, compuestos por alternancias de lutitas, areniscas y limolitas turbidíticas, en capas que pueden ser de muy finas a medias. Se han reportado facies cuarcíticas y grauváquicas con lutitas y arcilitas gris oscuras, finamente micáceas y débilmente físiles.